# Stemonocera corruca
Stemonocera corruca är en tvåvingeart som först beskrevs av Erich Martin Hering 1937.  Stemonocera corruca ingår i släktet Stemonocera och familjen borrflugor. Inga underarter finns listade i Catalogue of Life.